# Grand Prix Formule 1 van België 2016
De Grand Prix Formule 1 van België 2016 werd gehouden op 28 augustus op het circuit Spa-Francorchamps. Het was de dertiende race van het kampioenschap.

## Vrije trainingen

### Achtergrond
MRT-coureur Rio Haryanto kon vanwege financiële problemen zijn seizoen niet voortzetten. Esteban Ocon is aangewezen als zijn vervanger. Haryanto blijft wel bij het team actief als testcoureur.

### Uitslagen
- Er wordt enkel de top-5 weergegeven.

| Vrije training 1 | Pos | No | Coureur          | Constructeur         | Tijd     |
| ---------------- | --- | -- | ---------------- | -------------------- | -------- |
| Vrije training 1 | 1   | 6  | Nico Rosberg     | Mercedes             | 1:48.348 |
| Vrije training 1 | 2   | 44 | Lewis Hamilton   | Mercedes             | 1:49.078 |
| Vrije training 1 | 3   | 7  | Kimi Räikkönen   | Ferrari              | 1:49.147 |
| Vrije training 1 | 4   | 11 | Sergio Pérez     | Force India-Mercedes | 1:49.274 |
| Vrije training 1 | 5   | 5  | Sebastian Vettel | Ferrari              | 1:49.768 |
| Vrije training 2 | Pos | No | Coureur          | Constructeur         | Tijd     |
| Vrije training 2 | 1   | 33 | Max Verstappen   | Red Bull-TAG Heuer   | 1:48.085 |
| Vrije training 2 | 2   | 3  | Daniel Ricciardo | Red Bull-TAG Heuer   | 1:48.341 |
| Vrije training 2 | 3   | 27 | Nico Hülkenberg  | Force India-Mercedes | 1:48.657 |
| Vrije training 2 | 4   | 5  | Sebastian Vettel | Ferrari              | 1:49.023 |
| Vrije training 2 | 5   | 11 | Sergio Pérez     | Force India-Mercedes | 1:49.100 |
| Vrije training 3 | Pos | No | Coureur          | Constructeur         | Tijd     |
| Vrije training 3 | 1   | 7  | Kimi Räikkönen   | Ferrari              | 1:47.974 |
| Vrije training 3 | 2   | 3  | Daniel Ricciardo | Red Bull-TAG Heuer   | 1:48.189 |
| Vrije training 3 | 3   | 5  | Sebastian Vettel | Ferrari              | 1:48.297 |
| Vrije training 3 | 4   | 77 | Valtteri Bottas  | Williams-Mercedes    | 1:48.504 |
| Vrije training 3 | 5   | 44 | Lewis Hamilton   | Mercedes             | 1:48.635 |

## Kwalificatie
De pole position ging naar Mercedes-coureur Nico Rosberg, die voor de zesde keer in het seizoen deze plek mocht bezetten. Max Verstappen kwalificeerde zich voor Red Bull als tweede, nipt voor de Ferrari van Kimi Räikkönen. Diens teamgenoot Sebastian Vettel werd vierde, voor de andere Red Bull van Daniel Ricciardo. Het Force India-duo Sergio Pérez en Nico Hülkenberg kwalificeerde zich als zesde en zevende, voor de Williams van Valtteri Bottas. McLaren-coureur Jenson Button en de andere Williams van Felipe Massa maakten de top 10 compleet.
Mercedes-coureur Lewis Hamilton kreeg een gridstraf van zestig plaatsen omdat hij nieuwe motorcomponenten van de power unit liet monteren en er later aan zijn versnellingsbak werd gesleuteld. Ook McLaren-coureur Fernando Alonso en Sauber-coureur Marcus Ericsson hebben componenten van hun motor vervangen en kregen ook respectievelijk zestig en tien startplaatsen straf. Naast deze straffen moest Haas-coureur Esteban Gutiérrez ook vijf startplaatsen inleveren na een incident in de derde vrije training; hij reed zeer langzaam door de bochtencombinatie Eau Rouge, waardoor MRT-coureur Pascal Wehrlein over het gras moest rijden om een crash te voorkomen.

### Kwalificatie-uitslag
| Pos.                | Nr. | Coureur           | Constructeur         | Kwalificatietijden | Kwalificatietijden | Kwalificatietijden | Grid |
| Pos.                | Nr. | Coureur           | Constructeur         | Q1                 | Q2                 | Q3                 | Grid |
| ------------------- | --- | ----------------- | -------------------- | ------------------ | ------------------ | ------------------ | ---- |
| 1                   | 6   | Nico Rosberg      | Mercedes             | 1:48.019           | 1:46.999           | 1:46.744           | 1    |
| 2                   | 33  | Max Verstappen    | Red Bull-TAG Heuer   | 1:48.407           | 1:47.163           | 1:46.893           | 2    |
| 3                   | 7   | Kimi Räikkönen    | Ferrari              | 1:47.912           | 1:47.664           | 1:46.910           | 3    |
| 4                   | 5   | Sebastian Vettel  | Ferrari              | 1:47.802           | 1:48.027           | 1:47.216           | 4    |
| 5                   | 3   | Daniel Ricciardo  | Red Bull-TAG Heuer   | 1:48.407           | 1:48.027           | 1:47.216           | 5    |
| 6                   | 11  | Sergio Pérez      | Force India-Mercedes | 1:48.106           | 1:47.485           | 1:47.407           | 6    |
| 7                   | 27  | Nico Hülkenberg   | Force India-Mercedes | 1:48.080           | 1:47.317           | 1:47.543           | 7    |
| 8                   | 77  | Valtteri Bottas   | Williams-Mercedes    | 1:48.655           | 1:47.918           | 1:47.612           | 8    |
| 9                   | 22  | Jenson Button     | McLaren-Honda        | 1:48.700           | 1:48.051           | 1:48.114           | 9    |
| 10                  | 19  | Felipe Massa      | Williams-Mercedes    | 1:47.738           | 1:47.667           | 1:48.263           | 10   |
| 11                  | 8   | Romain Grosjean   | Haas-Ferrari         | 1:48.751           | 1:48.316           |                    | 11   |
| 12                  | 20  | Kevin Magnussen   | Renault              | 1:48.800           | 1:48.485           |                    | 12   |
| 13                  | 21  | Esteban Gutiérrez | Haas-Ferrari         | 1:48.748           | 1:48.598           |                    | 18   |
| 14                  | 30  | Jolyon Palmer     | Renault              | 1:48.901           | 1:48.888           |                    | 13   |
| 15                  | 55  | Carlos Sainz jr.  | Toro Rosso-Ferrari   | 1:48.876           | 1:49.038           |                    | 14   |
| 16                  | 94  | Pascal Wehrlein   | MRT-Mercedes         | 1:48.554           | 1:49.320           |                    | 15   |
| 17                  | 12  | Felipe Nasr       | Sauber-Ferrari       | 1:48.949           |                    |                    | 16   |
| 18                  | 31  | Esteban Ocon      | MRT-Mercedes         | 1:49.050           |                    |                    | 17   |
| 19                  | 26  | Daniil Kvjat      | Toro Rosso-Ferrari   | 1:49.058           |                    |                    | 19   |
| 20                  | 9   | Marcus Ericsson   | Sauber-Ferrari       | 1:49.071           |                    |                    | Pit  |
| 21                  | 44  | Lewis Hamilton    | Mercedes             | 1:50.033           |                    |                    | 21   |
| 107% tijd: 1:55.279 |     |                   |                      |                    |                    |                    |      |
| 22                  | 14  | Fernando Alonso   | McLaren-Honda        | geen tijd          |                    |                    | 22   |

## Wedstrijd

### Verslag
De race kende een hectische openingsfase, waarbij in de eerste bocht de Ferrari-coureurs Sebastian Vettel en Kimi Räikkönen elkaar raakten. Räikkönen en Max Verstappen raakten elkaar ook waarbij de auto van Verstappen beschadigd werd, hij moest langzamer rijdend terug naar de pits om een nieuwe voorvleugel te halen. Even later werd Jenson Button van achteren aangereden door de MRT van Pascal Wehrlein, waardoor zij beiden uitvielen. Toro Rosso-coureur Carlos Sainz jr. kreeg een lekke band, waarbij de losgeraakte stukken ervoor zorgden dat ook zijn achtervleugel afbrak. 
In de zesde ronde maakte Renault-coureur Kevin Magnussen een zware crash mee bij het uitkomen van de bocht Radillion, wat ervoor zorgde dat de race twintig minuten stil kwam te liggen vanwege een rode vlag. Na de herstart reed Nico Rosberg van het veld weg om zijn zesde overwinning van het seizoen te behalen. Daniel Ricciardo eindigde als tweede, terwijl Lewis Hamilton, gestart vanaf de voorlaatste plaats, het podium compleet maakte. Het Force India-duo Nico Hülkenberg en Sergio Pérez kende een sterke race, waarin zij als vierde en vijfde over de finish kwamen. Sebastian Vettel kwam terug na zijn botsing in de eerste ronde om de zesde plaats te behalen. McLaren-coureur Fernando Alonso, vanaf de laatste plaats gestart, behaalde een zevende plaats, voor Valtteri Bottas. Kimi Räikkönen en Felipe Massa maakten de top 10 compleet.

### Race-uitslag
| Pos. | Nr. | Coureur           | Constructeur         | Rondes | Tijd/Oorzaak uitval | Grid | Punten |
| ---- | --- | ----------------- | -------------------- | ------ | ------------------- | ---- | ------ |
| 1    | 6   | Nico Rosberg      | Mercedes             | 44     | 1:44:51.058         | 1    | 25     |
| 2    | 3   | Daniel Ricciardo  | Red Bull-TAG Heuer   | 44     | +14.113             | 5    | 18     |
| 3    | 44  | Lewis Hamilton    | Mercedes             | 44     | +27.634             | 21   | 15     |
| 4    | 27  | Nico Hülkenberg   | Force India-Mercedes | 44     | +35.907             | 7    | 12     |
| 5    | 11  | Sergio Pérez      | Force India-Mercedes | 44     | +40.660             | 6    | 10     |
| 6    | 5   | Sebastian Vettel  | Ferrari              | 44     | +45.394             | 4    | 8      |
| 7    | 14  | Fernando Alonso   | McLaren-Honda        | 44     | +59.445             | 22   | 6      |
| 8    | 77  | Valtteri Bottas   | Williams-Mercedes    | 44     | +1:00.151           | 8    | 4      |
| 9    | 7   | Kimi Räikkönen    | Ferrari              | 44     | +1:01.109           | 3    | 2      |
| 10   | 19  | Felipe Massa      | Williams-Mercedes    | 44     | +1:05.873           | 10   | 1      |
| 11   | 33  | Max Verstappen    | Red Bull-TAG Heuer   | 44     | +1:11.138           | 2    |        |
| 12   | 21  | Esteban Gutiérrez | Haas-Ferrari         | 44     | +1:13.877           | 18   |        |
| 13   | 8   | Romain Grosjean   | Haas-Ferrari         | 44     | +1:16.474           | 11   |        |
| 14   | 26  | Daniil Kvjat      | Toro Rosso-Ferrari   | 44     | +1:27.097           | 19   |        |
| 15   | 30  | Jolyon Palmer     | Renault              | 44     | +1:33.165           | 13   |        |
| 16   | 31  | Esteban Ocon      | MRT-Mercedes         | 43     | +1 ronde            | 17   |        |
| 17   | 12  | Felipe Nasr       | Sauber-Ferrari       | 43     | +1 ronde            | 16   |        |
| DNF  | 20  | Kevin Magnussen   | Renault              | 5      | Ongeluk             | 12   |        |
| DNF  | 9   | Marcus Ericsson   | Sauber-Ferrari       | 3      | Mechanisch          | Pit  |        |
| DNF  | 22  | Jenson Button     | McLaren-Honda        | 1      | Schade ongeluk      | 9    |        |
| DNF  | 55  | Carlos Sainz jr.  | Toro Rosso-Ferrari   | 1      | Band                | 14   |        |
| DNF  | 94  | Pascal Wehrlein   | MRT-Mercedes         | 0      | Ongeluk             | 15   |        |

## Tussenstanden wereldkampioenschap
Betreft tussenstanden voor het wereldkampioenschap na afloop van de race.

### Coureurs
| Positie | No. | Rijder           | Team                 | Punten |
| ------- | --- | ---------------- | -------------------- | ------ |
| 01      | 44  | Lewis Hamilton   | Mercedes             | 232    |
| 02      | 6   | Nico Rosberg     | Mercedes             | 223    |
| 03      | 3   | Daniel Ricciardo | Red Bull-TAG Heuer   | 151    |
| 04      | 5   | Sebastian Vettel | Ferrari              | 128    |
| 05      | 7   | Kimi Räikkönen   | Ferrari              | 124    |
| 06      | 33  | Max Verstappen   | Red Bull-TAG Heuer   | 115    |
| 07      | 77  | Valtteri Bottas  | Williams-Mercedes    | 62     |
| 08      | 11  | Sergio Pérez     | Force India-Mercedes | 58     |
| 09      | 27  | Nico Hülkenberg  | Force India-Mercedes | 45     |
| 10      | 19  | Felipe Massa     | Williams-Mercedes    | 39     |

### Constructeurs
| Positie | Team                 | Punten |
| ------- | -------------------- | ------ |
| 01      | Mercedes             | 455    |
| 02      | Red Bull-TAG Heuer   | 274    |
| 03      | Ferrari              | 252    |
| 04      | Force India-Mercedes | 103    |
| 05      | Williams-Mercedes    | 101    |
| 06      | McLaren-Honda        | 48     |
| 07      | Toro Rosso-Ferrari   | 45     |
| 08      | Haas-Ferrari         | 28     |
| 09      | Renault              | 6      |
| 10      | MRT-Mercedes         | 1      |